# جوش مورتون
جوش مورتون (بالإنجليزية: Josh Morton)‏ (3 أبريل 1996 في الولايات المتحدة - ) هو لاعب كرة قدم أمريكي في مركز الدفاع.

## وصلات خارجية
- جوش مورتون على موقع الدوري الأمريكي (الإنجليزية)
- جوش مورتون على موقع قاعدة بيانات كرة القدم.إي يو (الإنجليزية)